# Kirche von Hasanaliler
Koordinaten: 36° 27′ 50″ N, 34° 5′ 10,5″ O

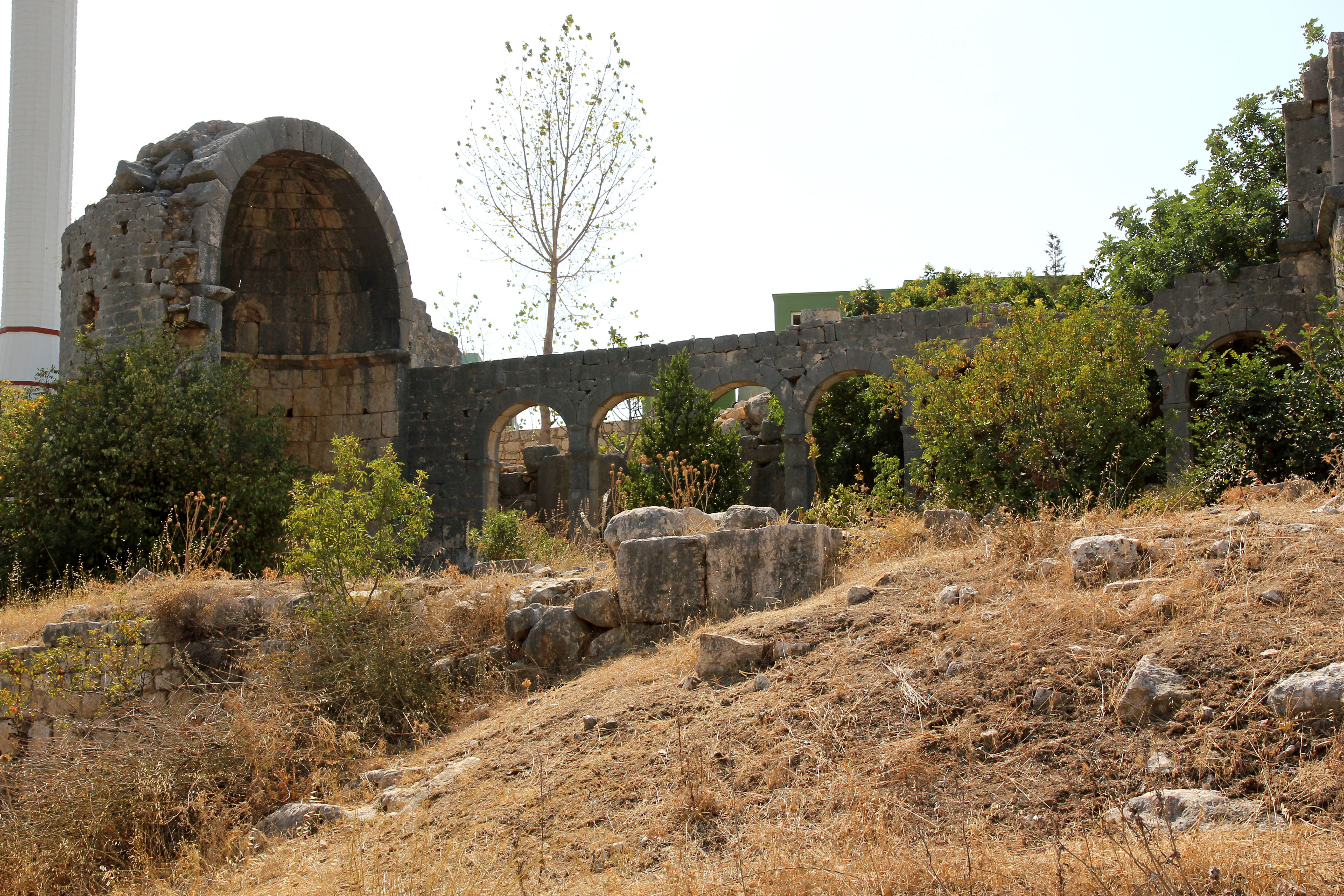
Kirche von Nordwesten

Die Kirche von Hasanaliler (türkisch Hasanaliler Kilisesi) ist die Ruine einer frühbyzantinischen Basilika im Landkreis Silifke der türkischen Provinz Mersin.

## Lage
Die Kirche liegt im Weiler Hasanaliler, einem Ortsteil der Gemeinde Narlıkuyu, etwa vier Kilometer nordwestlich von Narlıkuyu und 16 Kilometer nordöstlich der Kreisstadt Silifke. In Narlıkuyu zweigt von der Küstenstraße D-400 eine Straße nach Nordwesten ab, die zu den Korykischen Grotten (Cennet ve Cehennem) führt. An den Grotten vorbei erreicht sie nach weiteren 2,5 Straßenkilometern den Ort Hasanaliler. Links der Straße, direkt neben der Moschee des Dorfes, ist die Kirche zu sehen. Einen Kilometer westlich der Kirche steht der Keşli genannte Gebäudekomplex, der wahrscheinlich eine römische Domäne darstellt. Etwa sechs Kilometer weiter führt nach rechts ein Feldweg zur Festung von Mancınıkkale. Etwa einen Kilometer östlich des Ortes und der Kirche steht der Turm von Boyan.

## Beschreibung
Bei der Kirche von Hasanaliler handelt es sich um eine dreischiffige Pfeilerbasilika. Da sie auf nach Nordosten abfallendem Gelände errichtet wurde, steht sie an dieser Seite auf Substruktionen, die aus mindestens zwei Räumen und einer Zisterne bestanden. Im Norden liegen unter dem Fußbodenniveau zwei weitere Räume, ein offenes Gewölbe und ein Apsidenraum. Neben dem Eingang des Gewölberaumes ist ein Kolymbion (Weihwasserbecken) erhalten. Die im Nordosten liegende Apsis war in der Höhe von zwei Stockwerken rechteckig umbaut. Das Mittelschiff ist 6 Meter, das südliche Seitenschiff 3,2 und das nördliche 3,9 Meter breit. Im Norden schließt sich ein 2,05 Meter breiter Annex an. In der Nähe des Narthex im Westen wurde als Spolie in einer Mauer ein Türsturz mit einer Inschrift gefunden, die als Stifter einen Paulos erwähnt. Aus stilistischen Gründen wird der Bau ins 6. Jahrhundert datiert.
Von dem Gebäude sind hauptsächlich die Apsis und die Pfeilerarkaden des Südschiffs sowie Reste der Apsisummantelung erhalten, vom Rest des Bauwerkes sind nur noch Fundamente zu sehen. Im Ort Hasanaliler verstreut liegen noch spärliche Überreste von etwa 20 römischen Häusern, die mehrheitlich in die moderne Bebauung einbezogen sind.

## Forschungsgeschichte
Otto Feld beschrieb 1963 in seinem Bericht über eine Reise in Kilikien die Kirche. 1978 veröffentlichten Gilbert Dagron und Jean Marcillet-Jaubert die Stiftungsinschrift in einem Aufsatz über Inscriptions de Cilicie et d’Isaurie. Hansgerd Hellenkemper und Friedrich Hild besuchten 1985 den Ort.

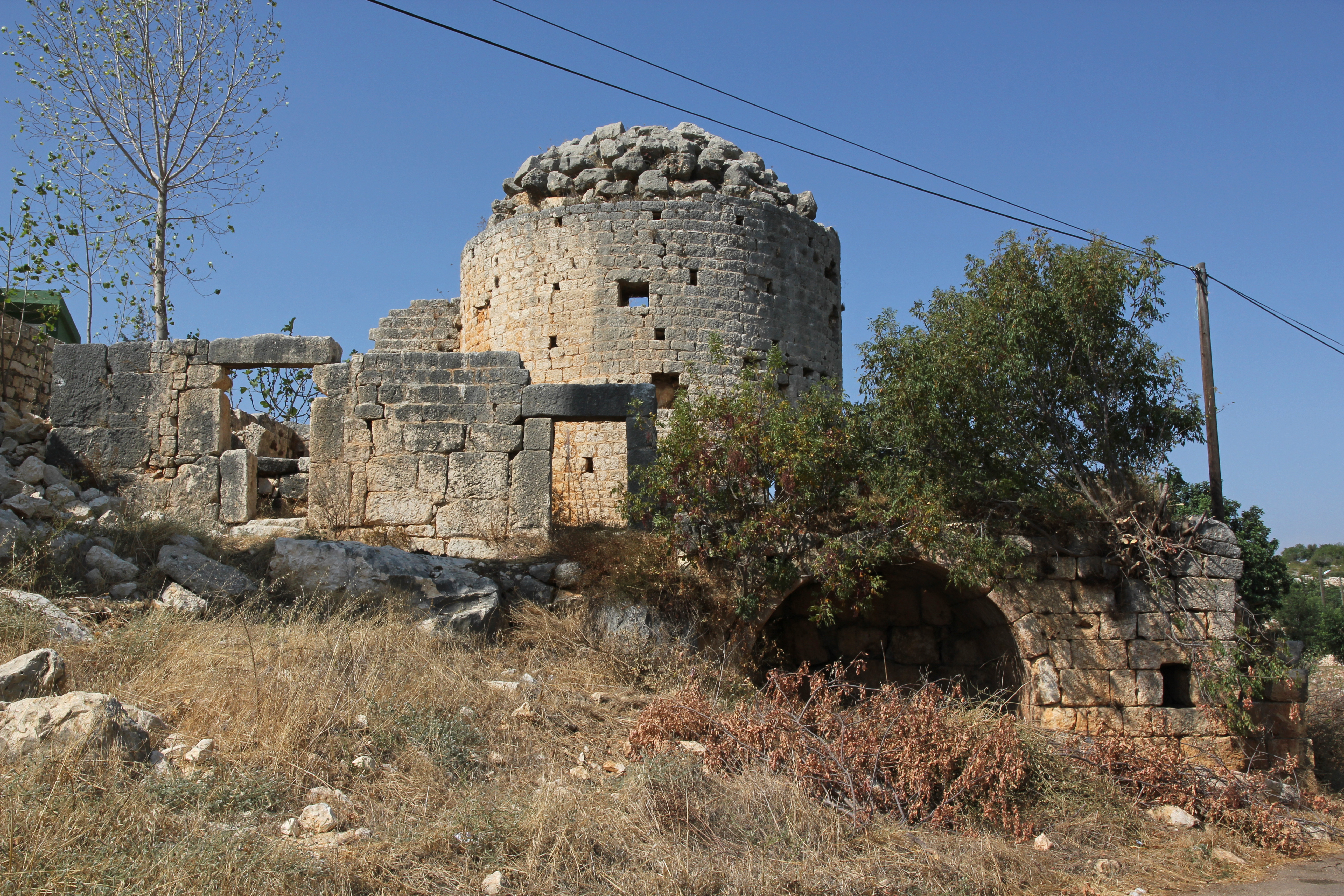
Apsis und Substruktionen von Osten
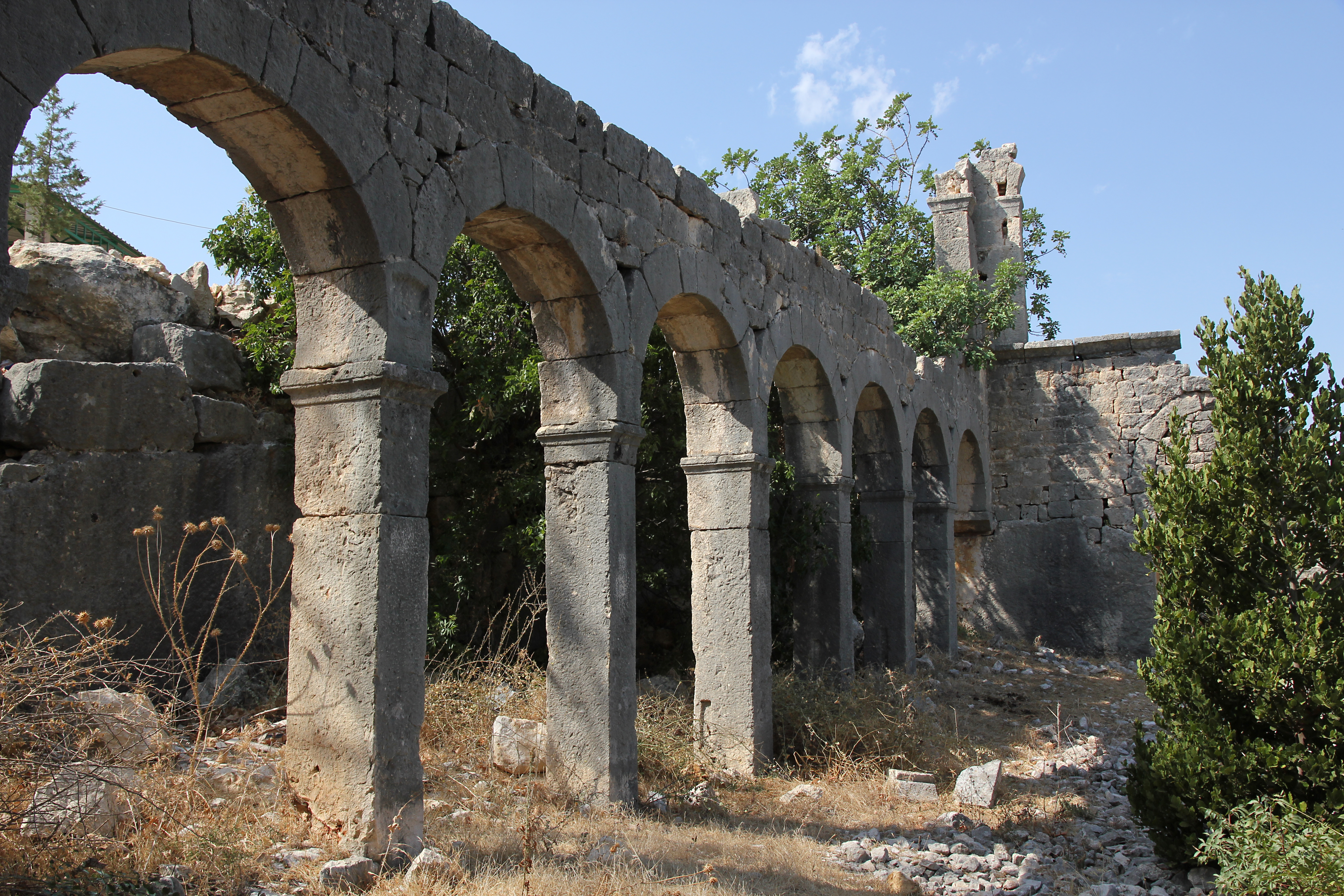
Pfeilerarkaden zwischen Süd- und Mittelschiff
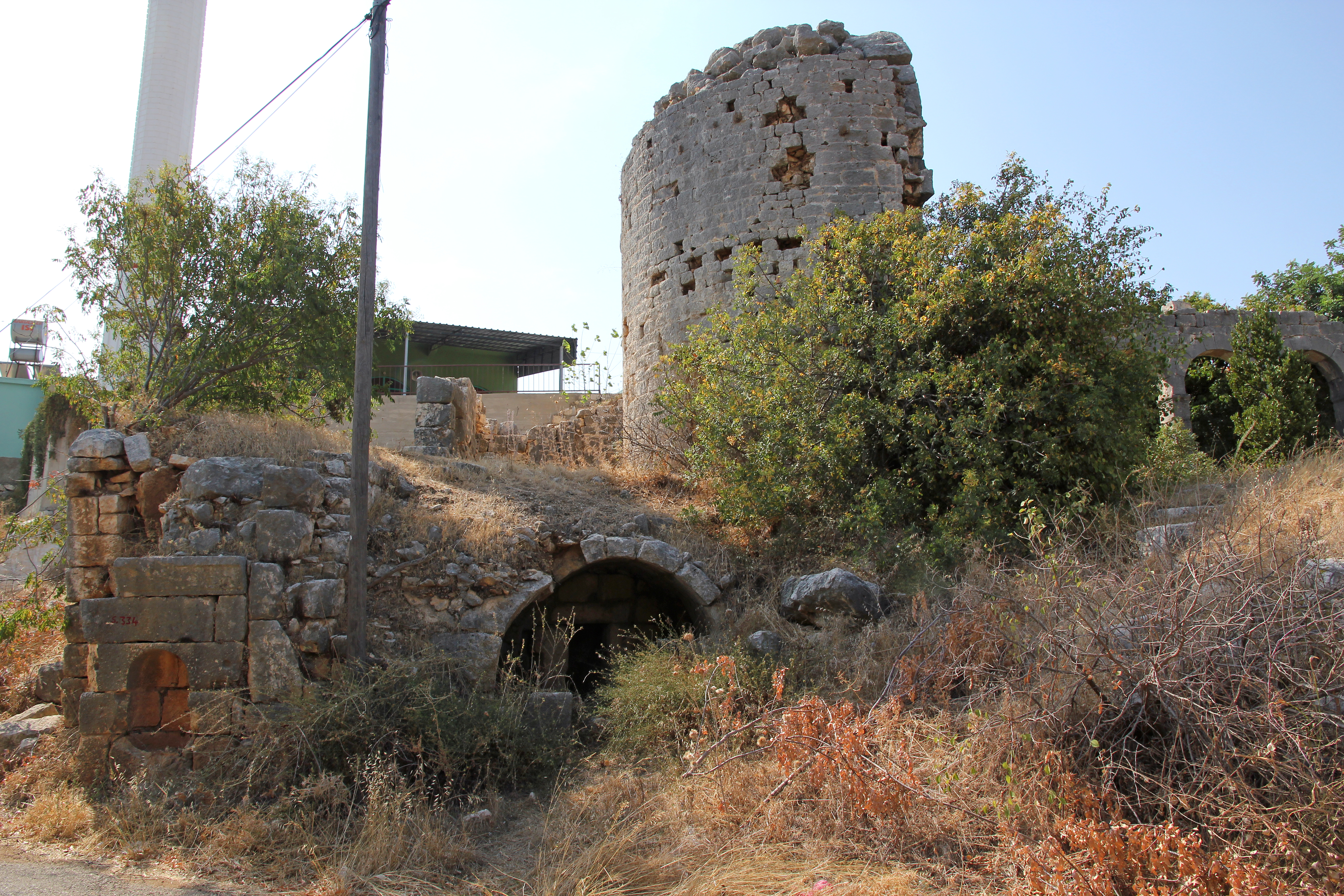
Gewölbe im Norden, links das Kolymbion
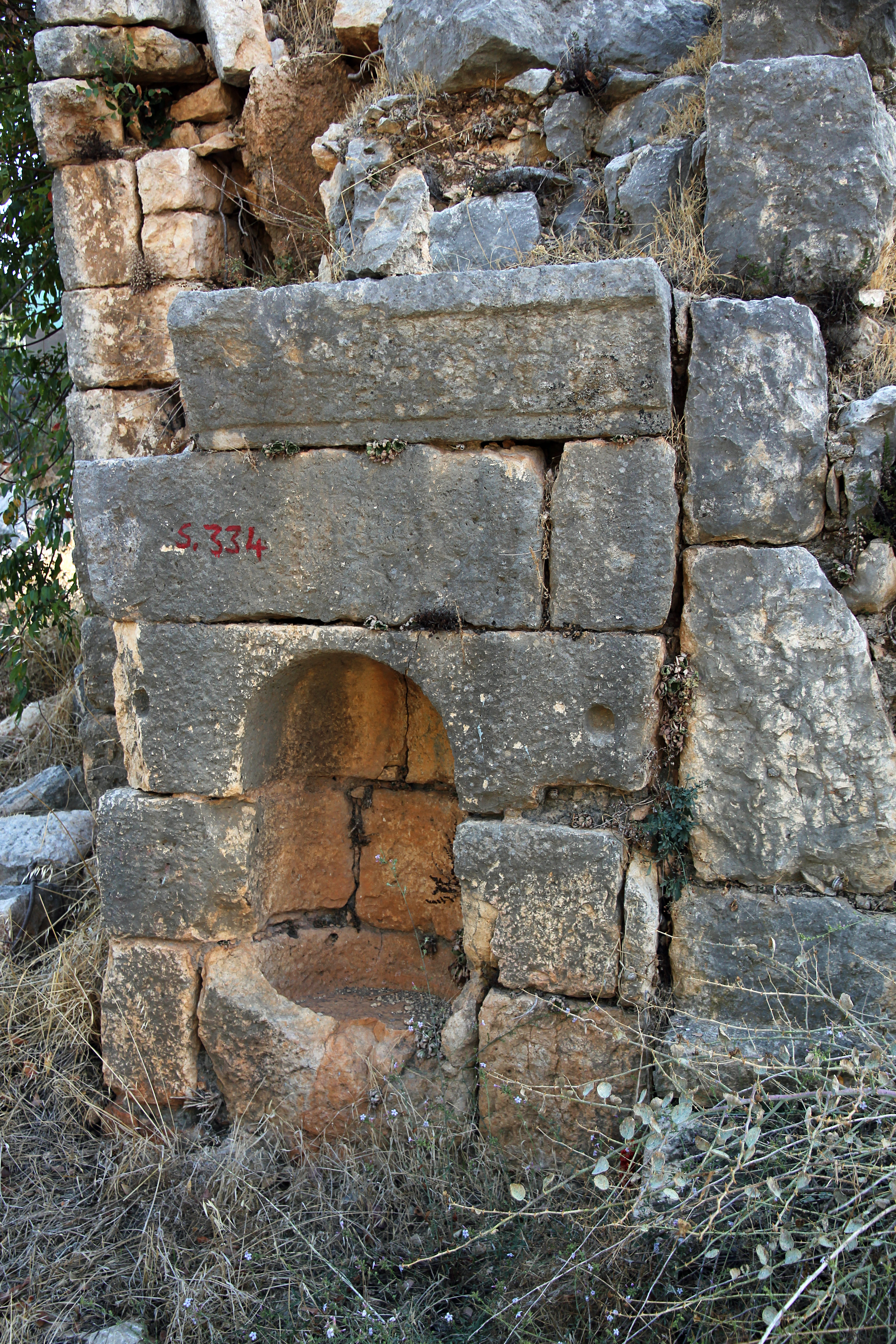
Kolymbion (Weihwasserbecken)